# دی‌جی دادو

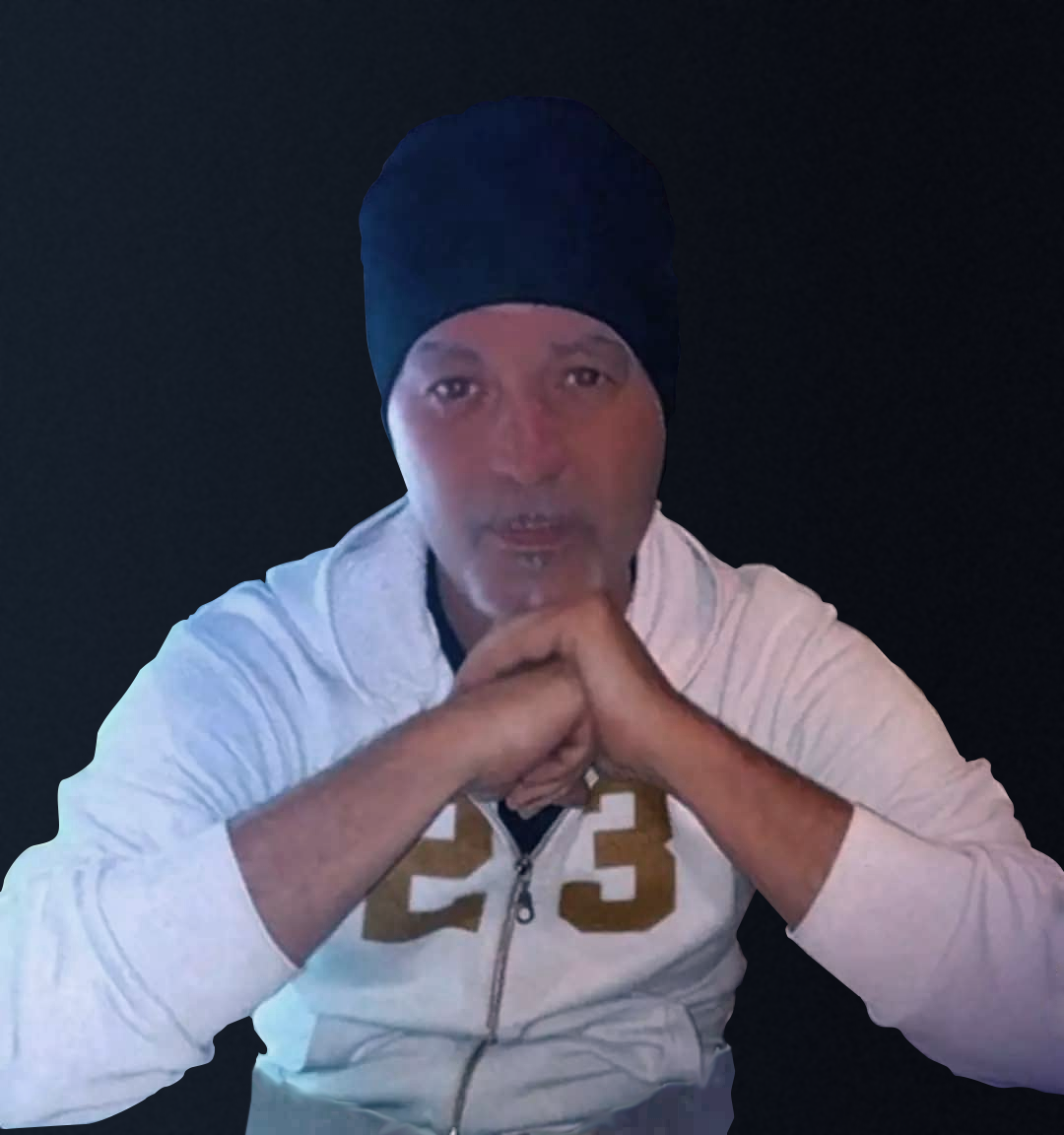
نگارهٔ فلاویو داداتو با نام هنری دی‌جی دادو - ۲۰۲۰

دی‌جی دادو (با نام اصلی فلاویو داداتو)-(زادهٔ ۶ ژانویهٔ ۱۹۶۷ در میلان، ایتالیا) دی‌جی و تهیّه‌کنندهٔ موسیقی ایتالیایی با اصلیّت کرووات است. او بیش از هر چیز برای ریمیکس مشهورش از موسیقی متن مجموعهٔ تلویزیونی پرونده‌های اکس ساختهٔ مارک اسنو، و نیز به‌خاطر کاورینگ «افسانهٔ بابل» جورجو مورودر شناخته شده‌است. دی‌جی دادو بین سال‌های ۱۹۹۴ و ۲۰۰۴ به تولید موسیقی در سبک‌های یورودنس و دریم‌ترنس می‌پرداخت و ریمیکس‌های متعدّدی از هنرمندان دیگری همچون بوی جرج، ژان میشل ژار، و الکسیا، خوانندهٔ ایتالیایی تهیّه می‌کرد.